# Super-Skrull
Kl'rt, alias le Super-Skrull est un super-vilain évoluant dans l'univers Marvel de la maison d'édition Marvel Comics. Créé par le scénariste Stan Lee et le dessinateur Jack Kirby, le personnage de fiction apparaît pour la première fois dans le comic book Fantastic Four (vol. 1) #18 en septembre 1963.
Il s'agit d'un des plus vieux ennemis des Quatre Fantastiques.

## Biographie du personnage

### Origines
Kl'rt est un soldat de la race Skrull, originaire de la planète capitale Tarnax IV de la galaxie d'Andromède (planète détruite depuis par Galactus).
L'Empereur Dorrek VII, désireux de se venger des terriens les Quatre Fantastiques qui avaient empêché une invasion Skrull, sélectionna un guerrier de sa race pour en faire un agent d'élite, doté des pouvoirs des super-héros terrestres, nommé le Super-Skrull.
Celui-ci affronta ses ennemis jurés à de nombreuses occasions, allant même jusqu'à les attaquer pendant le mariage de Red Richards et Jane Storm. Au cours de sa carrière, il devint aussi l'ennemi d'autres super-héros, comme Thor et Captain Mar-Vell.

### Mercenaire de l'espace
À la fin de la guerre Kree-Skrull, le Super-Skrull s'associe à Thanos dans sa quête du Cube cosmique. Il se retrouve finalement piégé dans la Ceinture de Van Allen. Il n'en est libéré que pendant quelques jours par le Maître Khan, qui le lobotomise et l'utilise pour affronter Iron Fist.
Des années plus tard, libéré par une équipe de chercheurs canadiens, il massacre les terriens à l'exception de Walter Langkowski (Sasquatch). Il découvre alors que son exposition prolongée aux radiations cosmiques lui a causé un cancer. Il est finalement vaincu par Sasquatch, qui le renvoie dans l'espace sous la forme de particules.
Il est plus tard secouru par le Surfer d'argent et remarque que son cancer est en rémission, à la suite d'une anomalie chronique.

### Essor et chute
De retour dans l'espace, le Super-Skrull se range du côté de la prétendante au trône Skrull, S'Byll, qui se sert de son ADN pour guérir la race Skrull, ayant à ce moment perdu son don de métamorphose. Grâce à ce haut fait, S'Byll devient impératrice et Kl'rt est acclamé comme le sauveur du peuple.
Mais sa réputation se ternit peu à peu, et il se retrouve sur Terre, encore une fois pour se venger des Quatre Fantastiques. Vaincu, il est incarcéré à la Voûte (la prison pour super-vilains) par le SHIELD, mais s'en échappe rapidement.

### Annihilation
En 2006, dans le cadre du crossover Annihilation (en), le personnage a droit à sa propre mini-série.
Lors de cette aventure, le Super-Skrull se sacrifie pour repousser les hordes d'Annihilus. Sa dépouille est ramenée par l'alien biomécanique Praxagora à la Résistance, menée par Nova.
Lors de l'attaque des Centurions d'Annihilus dirigés par Ravenous, son cryo-caisson est percé lors d'un duel entre Firelord et Ravenous. Il se réveille, bien vivant et en bonne santé. On pense que le choc des Pouvoirs cosmiques l'a ressuscité. À la fin de l'histoire, il part avec son ancien ennemi juré Ronan l'Accusateur sur Hala, la planète-capitale de la race Kree, afin d'éliminer la faction Kree dirigeante.
Lors du crossover Conquest (2007) faisant suite à la Guerre d'Annihilation, on revoit Kl'rt alors prisonnier de la Phalanx.
Il est le père de Jazinda (la principale partenaire de Miss Hulk dans ses aventures les plus récentes).

## Pouvoirs et capacités
Le Super-Skrull possède les pouvoirs propres à sa race, les Skrulls, c'est-à-dire un contrôle de la structure physique de son corps, lui permettant de changer d'apparence. À la différence des autres soldats Skrulls, il peut utiliser différents pouvoirs en même temps. C'est par ailleurs un guerrier expérimenté.
- Il possède aussi les pouvoirs combinés des Quatre Fantastiques : plasticité et élongation, invisibilité et génération de champs de force, génération de flammes et vol dans les airs, force et résistance physique surhumaines.
- Il possède aussi un pouvoir d'hypnotisme, dont il se sert par contact visuel.

## Apparitions dans d'autres médias
Sauf indication contraire, les informations mentionnées dans cette section peuvent être confirmées par la base de données cinématographiques IMDb,  présente dans la section « Liens externes ».

### Télévision
- 1994 : Les Quatre Fantastiques (série d'animation)